# هولسيس وان
هولسيس وان (Holsys One) هي أداة تستخدم لتحليل الأنظمة المعقدة قامت بتطويرها شركة هولسيس (Holsys Soc. Coop.). تعتمد هذه الأداة على إعادة تفسير جملة العلّة انطلاقًا من نظرية الكلّيات الفرعية.

## خلفية تاريخية
ظهرت أداة هولسيس وان في أواسط عام 2012 في مبادرة قام بها مجموعة من شبان مهندسين في مدينة تارانتو (Taranto) بقصد تطبيق مهاراتهم الجامعية التي اكتسبوها في مجال الذكاء الاصطناعي في الجامعة متعددة التطبيقات في باري وجامعة ميلانو.

## المواصفات التقنية
يتمثل الهدف الذي يأمله مطورو هولسيس وان في خلق بيئة حوسبة تشبه الشبكات العصبونية وتكون قادرة على تعلم نماذج بيانات قائمة على التجربة والخطأ وتتمتع - مثل المحرك الاستدلالي - بإمكانية تنظيم المعلومات في شكل قواعد مفهومة للإنسان.
وتنقسم هولسيس وان إلى ثلاث خطوات:
1. استيراد البيانات
2. معالجة البيانات
3. استكشاف البيانات
يتم إدخال بيانات الإدخال في صورة مصفوفات. تستضيف الأعمدة المتغيرات التي يريد المستخدم تحليلها، وتمثل الصفوف عينات مختلفة (قياسات) لمتغيرات الملاحظة. إذا كنت مهتمًا بتحليل السلوك المتتالي، فلا بد من ترتيب الصفوف من حيث الزمن (يستضيفون المتسلسلات الزمنية للإشارات المستلمة).
وتكون نتائج هولسيس وان هي خوارزميات تصف العلاقات المنطقية العددية المشتركة بين إشارات الإدخال المتوفرة. وتكون خارطة الانسياب التي تم الحصول عليها منظمة في شكل إذا كان فإذن (IF THEN).

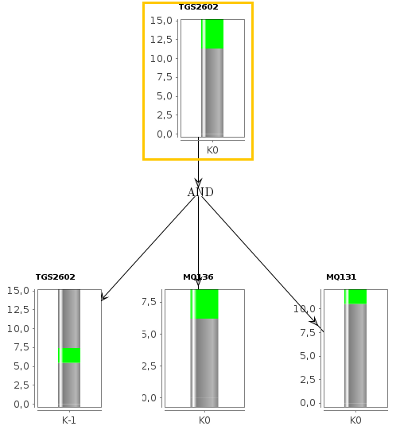
مثال لخوارزمية استخرجت بواسطة هولسيس وان

والخوارزمية الواردة في الصورة تستند إلى دراسة حالة  تدور حول مزيج من الوقود تم تحليله بواسطة مستشعرات غاز زهيدة التكلفة.
وكل شريط يرتبط بمتغير، وتشير المناطق الخضراء إلى قيم الإدخال/الإخراج التي تعرّف الخوارزمية (على سبيل المثال عندما تكون قيمة مستشعر TGS2602 من [11.2 إلى 15.0])،
ويظهر تحت كل شريط لحظة أخذ العينات التي تعرف بها الخوارزمية (مثلًا تشير k-1 إلى لحظة أخذ العينات التي تسبق اللحظة الحالية).
والمعهود أن يكون لجميع الخوارزميات المستخرجة من هولسيس وإن مدخلاتها المشار إليها بلحظة ك النوعية.
ويمكن وصف الخوارزمية الواردة في هذا المثال على النحو التالي:
```
إذا كان /* المدخلات */
في لحظة k-1: TGS2602 ∈ [6.1 , 7.2] و 
في لحظة k: MQ136 ∈ [6.1 , 7.8] وMQ131 ∈ [10.5 , 11.0]
فإذن /* المخرجات */
في لحظة k: TGS2602 ∈ [11.2 , 15.0]
```

## السمات الأساسية
السمات الأساسية التي تتمتع بها أداة هولسيس وان هي:

### البحث عن السبب/التأثير
بفضل هذه الميزة يمكن إجراء أبحاث من النوع التالي:
```
منذ ساعة تم الحدث أ ويجري الآن ملاحظة الحدث ب [الفرض / السبب]،
فأي الحدثين سيؤدي إلى [استنتاج / تأثيرات]؟
```

لكي يُجرى هذا النوع من البحوث، فكل ما يحتاجه المستخدم هو تحديد «شجرة الأسباب» والمتغير أ في الساعة السابقة مع القيمة الحالية للمتغير ب ثم يبدأ البحث.

### المحاكاة والتنبؤ
تتيح هذه السمة للمستخدم إمكانية تقدير البيانات المفقودة وإكمال المتسلسلات وفحص تناسق ومتانة النموذج المستخرج في سبيل فهم تطور هذه الظاهرة، وهكذا. وفي جميع الحالات، تقوم أداة هولسيس وان بدور المحاكي: حيث يُدخل المستخدم القيم التي يرى أنها هي الأسباب فيبحث هولسيس وان عن الخوارزميات التي تتفق مع ما أدخله المستخدم.

### التنبيه «الذكي»
يمكن للمستخدم الاستفادة من هذه الوظيفة أن يضع علامة على الخوارزميات التي تصف الظروف ذات الأهمية لكي يصدر تنبيهًا إذا ما ظهرت في بيانات جديدة.

### فحص النموذج
تتيح هذه الميزة إمكانية معرفة ما إذا كان النموذج الاستنتاجي لا يزال صالحًا للبيانات الجديدة. إذا كان النموذج غير قابل للتطبيق أو تغير تغيرًا كبيرًا، فقد يحتاج المستخدم إلى إعادة التحليل.